# Juwan Howard
Juwan Antonio Howard (Chicago, 7 febbraio 1973) è un ex cestista e allenatore di pallacanestro statunitense.

## Carriera
È stato selezionato dai Washington Bullets al primo giro del Draft NBA 1994 (5ª scelta assoluta).

## Statistiche
Dati aggiornati al 2 maggio 2020
| † | Denota le stagioni in cui ha vinto il titolo |

### NCAA
| Anno      | Squadra             | PG  | PT | MP   | TC%  | 3P%  | TL%  | RP  | AP  | PRP | SP  | PP   |
| --------- | ------------------- | --- | -- | ---- | ---- | ---- | ---- | --- | --- | --- | --- | ---- |
| 1991-1992 | Michigan Wolverines | 34  | -  | 28,1 | 45,0 | 0,0  | 68,8 | 6,2 | 1,8 | 0,4 | 0,6 | 11,1 |
| 1992-1993 | Michigan Wolverines | 36  | -  | 30,4 | 50,6 | 0,0  | 70,0 | 7,4 | 1,9 | 0,6 | 0,4 | 14,6 |
| 1993-1994 | Michigan Wolverines | 30  | -  | 34,0 | 55,7 | 14,3 | 67,5 | 8,9 | 2,4 | 1,5 | 0,7 | 20,8 |
| Carriera  | Carriera            | 100 | -  | 30,7 | 51,0 | 9,1  | 68,8 | 7,5 | 2,0 | 0,8 | 0,6 | 15,3 |

### NBA

#### Regular season
| Anno       | Squadra             | PG   | PT  | MP   | TC%  | 3P%  | TL%   | RP  | AP  | PRP | SP  | PP   |
| ---------- | ------------------- | ---- | --- | ---- | ---- | ---- | ----- | --- | --- | --- | --- | ---- |
| 1994-1995  | Washington Bullets  | 65   | 52  | 36,1 | 48,9 | 0,0  | 66,4  | 8,4 | 2,5 | 0,8 | 0,2 | 17,0 |
| 1995-1996  | Washington Bullets  | 81   | 81  | 40,7 | 48,9 | 30,8 | 74,9  | 8,1 | 4,4 | 0,8 | 0,5 | 22,1 |
| 1996-1997  | Washington Bullets  | 82   | 82  | 40,5 | 48,6 | 0,0  | 75,6  | 8,0 | 3,8 | 1,1 | 0,3 | 19,1 |
| 1997-1998  | Wash. Wizards       | 64   | 64  | 40,0 | 46,7 | 0,0  | 72,1  | 7,0 | 3,3 | 1,3 | 0,4 | 18,5 |
| 1998-1999  | Wash. Wizards       | 36   | 36  | 39,7 | 47,4 | 0,0  | 75,3  | 8,1 | 3,0 | 1,2 | 0,4 | 18,9 |
| 1999-2000  | Wash. Wizards       | 82   | 82  | 35,5 | 45,9 | 0,0  | 73,5  | 5,7 | 3,0 | 0,8 | 0,3 | 14,9 |
| 2000-2001  | Wash. Wizards       | 54   | 54  | 36,7 | 47,4 | -    | 77,0  | 7,0 | 2,9 | 0,9 | 0,4 | 18,2 |
| 2000-2001  | Dallas Mavericks    | 27   | 27  | 36,8 | 48,8 | 0,0  | 78,0  | 7,1 | 2,6 | 1,1 | 0,6 | 17,8 |
| 2001-2002  | Dallas Mavericks    | 53   | 44  | 31,3 | 46,2 | 0,0  | 75,4  | 7,4 | 1,8 | 0,5 | 0,6 | 12,9 |
| 2001-2002  | Denver Nuggets      | 28   | 28  | 34,9 | 45,7 | 0,0  | 77,0  | 7,9 | 2,7 | 0,6 | 0,6 | 17,9 |
| 2002-2003  | Denver Nuggets      | 77   | 77  | 35,5 | 45,0 | 50,0 | 80,3  | 7,6 | 3,0 | 1,0 | 0,4 | 18,4 |
| 2003-2004  | Orlando Magic       | 81   | 77  | 35,5 | 45,3 | 0,0  | 80,9  | 7,0 | 2,0 | 0,7 | 0,3 | 17,0 |
| 2004-2005  | Houston Rockets     | 61   | 47  | 26,6 | 45,1 | 0,0  | 84,3  | 5,7 | 1,5 | 0,5 | 0,1 | 9,6  |
| 2005-2006  | Houston Rockets     | 80   | 80  | 31,7 | 45,9 | 0,0  | 80,6  | 6,7 | 1,4 | 0,6 | 0,1 | 11,8 |
| 2006-2007  | Houston Rockets     | 80   | 38  | 26,5 | 46,5 | -    | 82,4  | 5,9 | 1,6 | 0,4 | 0,1 | 9,7  |
| 2007-2008  | Dallas Mavericks    | 50   | 0   | 7,1  | 35,9 | -    | 78,6  | 1,6 | 0,3 | 0,1 | 0,0 | 1,1  |
| 2008-2009  | Denver Nuggets      | 3    | 0   | 7,3  | 50,0 | -    | 0,0   | 1,3 | 0,7 | 0,3 | 0,3 | 0,7  |
| 2008-2009  | Charlotte Bobcats   | 39   | 2   | 11,5 | 51,0 | -    | 67,6  | 1,8 | 0,6 | 0,2 | 0,1 | 4,4  |
| 2009-2010  | Portland T. Blazers | 73   | 27  | 22,4 | 50,9 | 0,0  | 78,6  | 4,6 | 0,8 | 0,4 | 0,1 | 6,0  |
| 2010-2011  | Miami Heat          | 57   | 0   | 10,4 | 44,0 | -    | 82,9  | 2,1 | 0,4 | 0,2 | 0,1 | 2,4  |
| 2011-2012† | Miami Heat          | 28   | 0   | 6,8  | 30,9 | -    | 80,0  | 1,7 | 0,4 | 0,1 | 0,0 | 1,5  |
| 2012-2013† | Miami Heat          | 7    | 2   | 7,3  | 52,6 | -    | 100,0 | 1,1 | 0,9 | 0,0 | 0,0 | 3,0  |
| Carriera   | Carriera            | 1208 | 900 | 30,3 | 46,9 | 12,0 | 76,4  | 6,1 | 2,2 | 0,7 | 0,3 | 13,4 |
| All-Star   | All-Star            | 1    | 0   | 16,0 | 20,0 | -    | -     | 6,0 | 2,0 | 1,0 | 0,0 | 2,0  |

#### Play-off
| Anno     | Squadra             | PG | PT | MP   | TC%  | 3P% | TL%  | RP  | AP  | PRP | SP  | PP   |
| -------- | ------------------- | -- | -- | ---- | ---- | --- | ---- | --- | --- | --- | --- | ---- |
| 1997     | Washington Bullets  | 3  | 3  | 43,0 | 46,5 | -   | 88,9 | 6,0 | 1,7 | 0,7 | 0,7 | 18,7 |
| 2001     | Dallas Mavericks    | 10 | 10 | 39,1 | 36,0 | -   | 80,0 | 8,3 | 1,4 | 0,6 | 0,5 | 13,4 |
| 2007     | Houston Rockets     | 7  | 0  | 22,4 | 40,0 | -   | 63,6 | 4,4 | 1,0 | 0,7 | 0,0 | 5,0  |
| 2008     | Dallas Mavericks    | 3  | 0  | 3,7  | 0,0  | -   | 25,0 | 0,0 | 0,3 | 0,0 | 0,0 | 0,3  |
| 2010     | Portland T. Blazers | 6  | 0  | 14,5 | 52,6 | -   | -    | 2,7 | 0,7 | 0,2 | 0,2 | 3,3  |
| 2011     | Miami Heat          | 11 | 0  | 5,5  | 44,4 | -   | 69,2 | 0,9 | 0,1 | 0,0 | 0,0 | 1,5  |
| 2012†    | Miami Heat          | 9  | 0  | 2,7  | 28,6 | -   | 75,0 | 0,1 | 0,0 | 0,0 | 0,0 | 0,8  |
| Carriera | Carriera            | 49 | 13 | 17,5 | 39,4 | -   | 75,8 | 3,2 | 0,7 | 0,3 | 0,2 | 5,5  |

#### Massimi in carriera
- Massimo di punti: 42 vs. Toronto Raptors (19 aprile 1996)[1]
- Massimo di rimbalzi: 16 vs. Houston Rockets (31 gennaio 2002)
- Massimo di assist: 9 (10 volte)
- Massimo di palle rubate: 5 (2 volte)
- Massimo di stoppate: 5 vs. Portland Trail Blazers (20 marzo 2001)
- Massimo di minuti giocati: 54 vs. Boston Celtics (1º marzo 1995)

## Palmarès

### Giocatore
- Campionato NBA: 2

Miami Heat: 2012, 2013
- McDonald's All American (1991)
- NCAA AP All-America Third Team (1994)
- NBA All-Rookie Second Team (1995)
- All-NBA Third Team (1996)
- NBA All-Star (1996)

### Allenatore
- Associated Press College Basketball Coach of the Year (2021)
- Henry Iba Award (2021)